# Commonwealth Bank Classic
La Commonwealth Bank Classic, également appelée Commonwealth Bank Cycle Classic ou Race Bank, est une course cycliste sur route par étapes masculine, disputée en Australie de 1982 à 2000. Elle était organisée par Phill Bates, président de la Commission piste australienne et membre du comité directeur de Cycling Australia, membre de la commission piste de l'UCI, et sa société, Phill Bates Sports Promotions, qui a également organisé, entre autres, le Tour de Snowy, des épreuves de coupe du monde sur route féminine à Canberra. Elle se composait d'une quinzaine d'étapes. C'était une occasion pour les jeunes coureurs australiens de courir et d'apprendre aux côtés de coureurs internationaux. Parmi eux, Jan Ullrich, alors récent champion du monde amateur et futur vainqueur du Tour de France, s'est imposé en 1993.

## Palmarès
- 1982[3] :  Steve Lawrence
- 1983[4] :  Gary Trowell
- 1984[5] :  Roy Knickman
- 1985[6] :  Eddy Schurer
- 1986[7] :  Andrew Logan
- 1987[8] :  Kjetil Kristiansen
- 1988[9] :  Marek Kulas
- 1989[10] :  Matt Bazzano
- 1990[11] :  Vladimir Golushko
- 1991[12] :  Thomas Liese
- 1992[13] :  Mike Weissmann
- 1993[14] :  Jan Ullrich
- 1994[15] :  Jens Voigt
- 1995[16] :  John Tanner (en)
- 1996[17] :  Nick Gates
- 1997[18] :  Andrei Kivilev
- 1998[19] :  Cezary Zamana
- 1999[20] :  Gorazd Stangelj
- 2000[21] :  Dariusz Wojciechowski